# Вавури
Ваву̀ри или Бабу̀ри (на гръцки: Βαβούρι или Μπαμπούρι) е село в област Епир, дем Филятес, Гърция.

## История
При избухването на Балканската война в 1912 година един човек от Бабури е доброволец в Македоно-одринското опълчение.

## Личности
Родени във Вавури
- Атанас Николов (1887 – ?), македоно-одрински опълченец, 1 рота на 4 битолска дружина[2]